# 安塔纳斯·斯涅奇库斯
安塔纳斯·尤奥佐维奇·斯涅奇库斯（俄语：Антанас Юозович Снечкус；1903年1月7日—1974年1月22日），苏联立陶宛裔党和国家领导人。曾任立陶宛共产党中央第一书记。

## 生平
- 1902年12月25日（格里历：1903年1月7日）出生于沙俄科夫诺省Bublyai村的一个农民家庭。幼时在沃罗涅日学习。1917年回到立陶宛。
- 1919年，立陶宛电报局担任技术员。1920年加入立陶宛共产党。
- 1920年-1921年，立陶宛共产党阿里图斯地下委员会负责人。因参与反政府活动被驱逐出境，前往苏联。
- 1921年-1925年，斯摩棱斯克立陶宛共产党出版社工作。
- 1925年-1926年，立陶宛共产党驻共产国际执行委员会的代表，立共中央委员。负责宣传工作。
- 1927年-1930年，立共中央委员会书记。1930年被捕，判处15年有期徒刑。1933年经两国换俘返回苏联。
- 1933年-1936年，立陶宛共产党驻共产国际执行委员会副代表，共产国际国际监察委员会党调查员。期间，1935年毕业于国际列宁学院。
- 1936年-1939年，立陶宛共产党中央第一书记。1939年因参与反政府活动被捕，判处有期徒刑8年。1940年6月苏军占领立陶宛后获释。
- 1940年8月-1974年1月，立共（布）中央第一书记。期间组织参与立陶宛的肃反运动，大量立陶宛人被流放、处决。卫国战争期间负责组织立陶宛的地下游击队工作。战后在立陶宛推行农业集体化政策。1952年在立陶宛全境实现了农业集体化。
- 1974年1月22日于德鲁斯基宁凯逝世，享年71岁。葬于维尔纽斯安塔卡尼斯公墓。

斯涅奇库斯是苏共19-24大代表，第18届中央候补委员，第19-24届中央委员；第1-7届苏联最高苏维埃联盟院代表，第8届苏联最高苏维埃民族院代表；第1-8届立陶宛苏维埃社会主义共和国最高苏维埃代表。

## 荣誉
- 社会主义劳动英雄称号（1973）
- 八次列宁勋章（1947,1950,1953,1958,1963,1965,1971,1973）
- 两次红旗勋章（1945,1949）
- 一级卫国战争勋章（1945）
- 劳动英勇奖章（1959）
- 纪念列宁诞辰一百周年奖章
- 一级卫国战争游击队员奖章（1945）
- 1941-1945年伟大卫国战争战胜德国奖章
- 1941-1945年伟大卫国战争胜利二十周年奖章
- 苏联武装力量五十周年奖章[2]